# چراغ رومیزی تولومئو

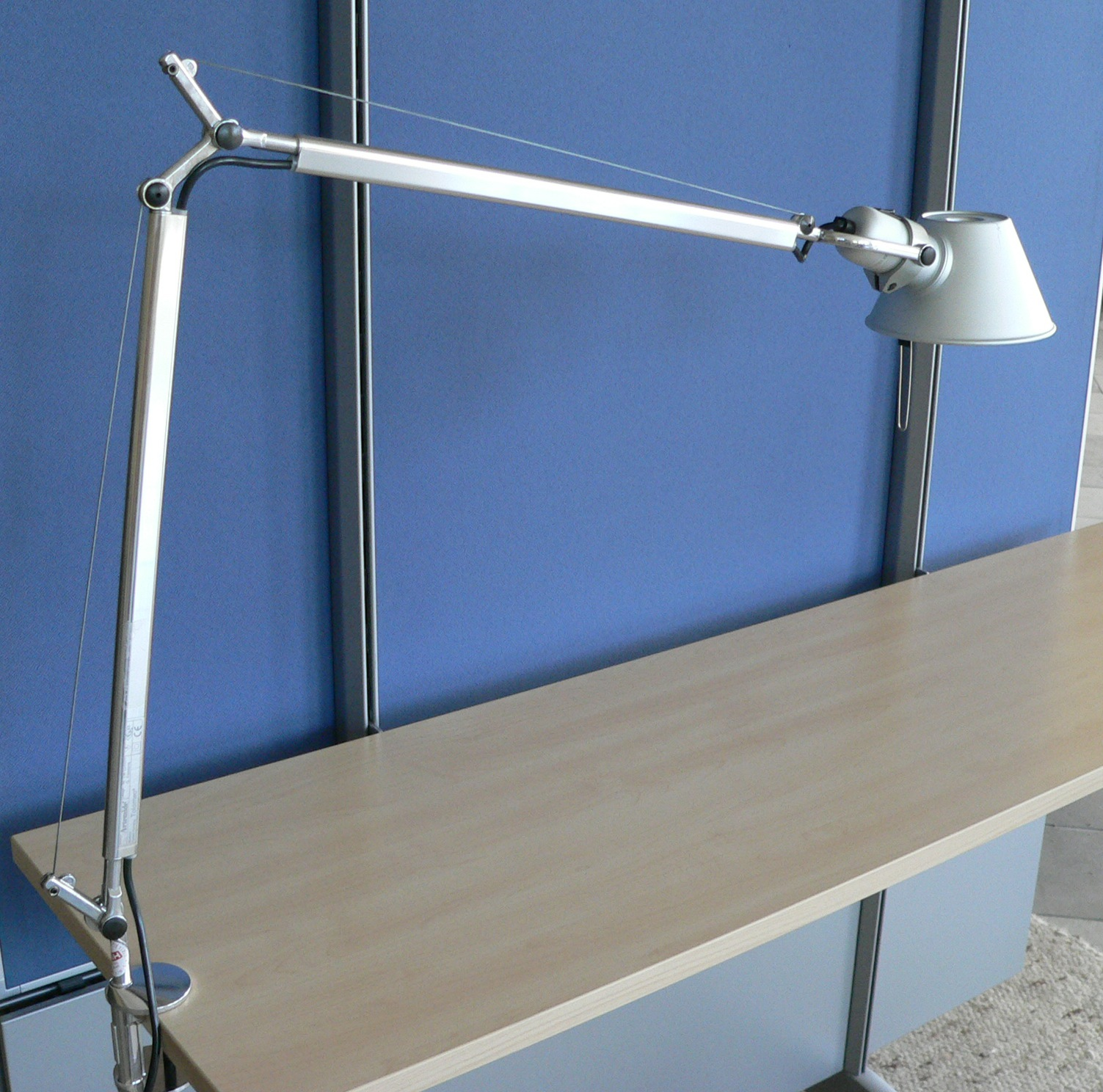

چراغ رومیزی تولومئو یا چراغ رومیزی بطلمیوس (به انگلیسی: Tolomeo Desk Lamp)؛ چراغ رومیزی رشته‌ای تولومئو نمادی از طراحی مدرن ایتالیایی است. این چراغ توسط میکله د لوکی و جانکارلو فاسینا در سال ۱۹۸۶ میلادی برای شرکت اَرتمیده طراحی شد. در سال ۱۹۸۹ میلادی برندهٔ جایزهٔ طراحی پرگار طلا شد.
این یک چراغ بازویی-متعادل با کابل‌های کششی فولادی خارجی است که به فنرهای پنهان در داخل بازوها متصل شده است. پیکربندی اولیهٔ آن یک چراغ رومیزی با پایهٔ سنگین، دو بخش بازوی مفصلی آلومینیومی صیقلی مستقیم (هر یک تقریباً با طول ۴۵ سانتی‌متر) و یک سر بازتابندهٔ آلومینیومی مات بود که می‌تواند ۳۶۰ درجه بچرخد. در حال حاضر انواع مختلفی از آن جمله چراغ‌های کف و چراغ‌های دیوارکوب تولید می‌شود.
تولومئو نام ایتالیایی بطلمیوس است.
گاهی اوقات به عنوان جانشین چراغ تیتسیو محصول دیگر اَرتمیده در نظر گرفته می‌شود، با مزیت یک سایه‌انداز گردان.
در دوره حباب دات-کام، از آن به عنوان نمادی از مصرف‌گرایی خودنمایانه و هوشیاری بالای طراحی نام برده می‌شود که این محصول به سرعت در شرکت‌های فناوری پیشرفته و همچنین در دفاتر طراحی معماری و گرافیک محبوب شد.